# Хіромі Ґото
Хіромі Ґото (англ. Hiromi Goto; нар. 31 грудня 1966 року, Префетура Чіба, Японія) — японсько-канадійська  письменниця, редакторка, викладачка творчого письма.

## Життєпис
Ґото народилась 1966 року в префектурі Тіба, Японія. Коли вона була маленькою, бабуся розповідала їй японські казки. 1969 її родина іммігрувала до Канади. Вісім років вони проживали на західному узбережжі Британської Колумбії, а потім переїхали в невелике містечко Нантон, в Альберті, що розташовувалось у передгір'ї Скелястих гір, де її батько вирощував гриби. 1989 року Ґото здобула ступінь бакалавра мистецтв з англійської мови в Калгарському університеті.

## Особисте життя
Хіромі Ґото належить до ЛГБТ.